# Индикатори за анализ на рекламоносителите
Индикаторите за анализ на рекламоносителите са онези компоненти от рекламната кампания на даден продукт, услуга или марка, които трябва предварително да се проучат, анализират и успешно да се комбинират за оптимален ефект на посланието над целевата аудитория.

## Видове индикатори
- Рейтинг – при електронните медии това е размерът на аудиторията от зрители/слушатели, която гледа/слуша дадена телевизионна или радио-програма през определен период. Изчислява се с помощта на представителни проучвания и дава представа за действителната аудитория на дадена медия. Изчислява се в проценти спрямо базовата аудитория (сегментирана по пол, възрастови категории и т.н.). Най-често за база се взимат всички домакинства в страната, които имат телевизионен или радио приемник. Рейтинг може да се изчислява и за отделни зрители. Изчисляването на рейтинга помага да се определи доколко рекламоносителите са предпочитани от аудиторията.
Рейтингът е най-важният индикатор за оценка на електронните медии. Рекламодателите и рекламните агенции използват данните за рейтинга, за да определят в коя медия да излъчат рекламното си послание, за да постигнат оптимален резултат. Телевизионните канали и радиостанциите използват рейтинга, за да фиксират рекламните си тарифи. По-високият рейтинг означава по-висока рекламна тарифа, а също и по-голям интерес към медията.

- Постоянна телевизионна аудитория (на английски: households using television, HUT) – това е делът от всички домакинства с телевизионни приемници, които са включили телевизорите си в конкретен момент, без значение коя програма са избрали. Изчислява се не само въз основа на броя домакинства (HUT), но и на базата на броя зрители (people using television, PUT). Постоянната телевизионна аудитория се изчислява на базата на домакинствата или зрителите, притежаващи телевизори в дома си, а не на основата на цялото население на дадена страна.

- Постоянна радио аудитория (на английски: people using radio, PUR) се изчислява по аналогичен начин, но в случая под „работещо радио“ се разбират радио приемниците не само в дома, но и в автомобила.

- Аудиторен дял – дял на домакинствата, настроили приемниците си на конкретна програма в даден момент, като за база се взема броят на включените приемници, а не на всички налични. Аудиторният дял показва какъв дял от общата аудитория се пада на дадено предаване. Изчислява се по формулата
Аудиторен дял = (Рейтинг × 100) / Постоянна телевизионна аудитория

- Брутни рейтинг точки (на английски: Gross Rating Points, GRP) сбор от рейтингите на комуникационните канали, използвани в дадена рекламна кампания. Изчисляват се на базата на брой домакинства, като се взима предвид и броят излъчвания за едно домакинство по формулата
GRP = рейтинг на даден канал × брой излъчвания
За да се изчисли общият брой рейтинг точки на рекламна кампания, използваща различни медии, отделните рейтинги на всеки рекламоносител се събират.
  - В случай, че сборът от рейтингите се изчислява на базата на отделни индивиди, вече става дума за Целеви рейтинг точки ('Target Rating Points, TRP).

- Брутни импресии (Gross Impressions, GI) – изчисляват се на базата на брой домакинства, съответно индивиди, но не в проценти както е при GRP, съответно при TRP. Важат формулите:
  - на база брой домакинства:
    - GI = 0,01 × GRP × целевата аудитория в брой.
    - GI = брой домакинства × брой излъчвания на рекламното послание.

  - на база отделни индивиди:
    - GI = 0,01 × TRP × целевата аудитория в брой.
    - GI = отделни зрители × брой излъчвания на рекламното послание.

- Профил на аудиторията (Audience Profile) – Социо-демографски и психографски характеристики на аудиторията, достигната от определена медия (телевизия, преса, радио, интернет и т.н.)

- Индекс на предпочитание (Афинитет) (Affinity Index) – Представя съотношението между покритието (рейтинга) на дадена медия за определена целева група спрямо покритието (рейтинга) на медията на общата аудитория.